# Pariški salon
'Pariški salon (francosko  Salon de Paris) ali krajše Salon (francosko Salon), ki se je začel leta 1667 , je bila uradna razstava umetnosti Académie des Beaux-Arts v Parizu. Med letoma 1748 in 1890 je bila verjetno največja letna ali dvoletna umetniška prireditev v zahodnem svetu. Na Salonu leta 1761 je sodelovalo triintrideset slikarjev, devet kiparjev in enajst graverjev . Od leta 1881 dalje jo vodi Société des Artistes Français.

## Izvor
Leta 1667 je francoska ustanova umetnostnega pokroviteljstva, Académie royale de peinture et de sculpture (oddelek Académie des beaux-arts), v Salonu Carré izvedla prvo pol-javno umetniško razstavo. Prvotni fokus Salona je bil prikaz dela nedavnih diplomantov École des Beaux-Arts, ki ga je leta 1648 ustvaril kardinal Mazarin, francoski premier. Razstava na pariškem Salonu je bila bistvena za uspeh vsakega umetnika v Franciji vsaj naslednjih 200 let. Razstava v Salonu je označila znak kraljevske naklonjenosti.
Leta 1725 je bil Salon v palači v Louvru, ko je postal znan kot Salon ali Salon de Paris. Leta 1737 so razstave, ki so potekale od 18. avgusta 1737 do 5. septembra 1737 na Velikem salonu v Louvru, postale javne. Najprej so potekali letno in nato vsaki dve leti v lihih letih. Začela bi se na praznik sv. Ludvika (25. avgusta) in potekala nekaj tednov. Ko so postali redni in javni, status Salona »nikoli bil resno ogrožen« (Crow, 1987). Leta 1748 je bila predstavljena žirija nagrajenih umetnikov. Od takrat naprej je bil vpliv Salona nesporen.

## Zlata doba Salona (1748–1890)
Salon je razstavljal slike od tal do stropa in na vseh razpoložljivih centimetrih prostora. Prerivajoča umetniška dela je postala suženj mnogih drugih slik, vključno s Salonom of 178'5 Pietra Antonia Martinija. Tiskani katalogi Salonov so primarni dokumenti za umetnostne zgodovinarje. Kritični opisi razstav, objavljenih v glasilih, označujejo začetek sodobnega likovnega kritika.
Francoska revolucija je razstavo odprla tujim umetnikom. V 19. stoletju se je ideja o javnem salonu razširila na letno razstavo novega slikarstva in kiparstva, ki je potekala pod pokroviteljstvom vlade in je potekala v velikih komercialnih dvoranah, kamor je bila povabljena javnost, ki je kupila vstopnice. Predogled (vernissage) na predvečer otvoritve je bila velika družabna priložnost in trenutek, ki je tematiko dala časopisnim karikaturistom, kot so bili Honoré Daumier. Charles Baudelaire, Denis Diderot in drugi, ki so napisali recenzije Salonov.
Revolucija 1848 je liberalizirala Salon. Količina zavrnjenih del je bila močno zmanjšana. Leta 1849 so bile uvedene medalje.

### Odcepljene skupine
Vse bolj konzervativne in akademske žirije niso bile dovzetne za impresionistične slikarje, katerih dela so bila običajno zavrnjena ali slabo uvrščena, če so bila sprejeta. Salon je nasprotoval premiku impresionistov iz tradicionalnih slikarskih slogov. Leta 1857 je žirija Salona zavrnila nenavadno veliko število predloženih slik. Nastal je nemir, zlasti od rednih razstavljavcev, ki so bili zavrnjeni. Da bi dokazal, da so saloni demokratični, je Napoleon III. ustanovil Salon zavrnjenih (Salon des Refusés), ki je prikazoval izbor del, ki jih je Pariški salon tisto leto zavrnil. Odprt se bil 17. maja 1863, ko je bila rojena avantgarda. Impresionisti so imeli samostojne razstave leta 1874, 1876, 1877, 1879, 1880, 1881, 1882 in 1886.
Leta 1881 je vlada umaknila uradno sponzorstvo iz letnega Salona, skupina umetnikov pa je organizirala Société des Artistes Français, da prevzame odgovornost za predstavo.
== Odcepitev == Razhod
Decembra 1890 je vodja Société des Artistes Français, William-Adolphe Bouguereau, predstavil idejo, da bi moral biti Salon razstava mladih, še ne nagrajenih umetnikov. Ernest Meissonier, Puvis de Chavannes, Auguste Rodin in drugi so zavrnili ta predlog in se odcepili. Ustvarili so Société Nationale des Beaux-Arts in svojo lastno razstavo, ki jo je tisk takoj omenil kot Salon du Mars  ali Salon de la Société Nationale des Beaux–Arts , kmalu pa znan kot Nationale.
Leta 1903, kot odgovor na to kako so se v tem času počutili številni umetniki, je bila birokratska in konzervativna organizacija, je skupina slikarjev in kiparjev pod vodstvom Pierre-Augusta Renoirja in Augusta Rodina je organizirala Salon d'Automne.

## Galerija
- Salon 1753
- Salon 1767
- Buržoazija je škandalizirala Salonske Venere, 1864
- Salon 1932, Grand Palais, Paris

## Zunanje enote
- Timeline of the Paris Salons Arhivirano 2020-06-14 na Wayback Machine.
- Harriet Griffiths and Alister Mill, Database of Salon Artists, 1827-1850 (salonartists.org).